# Anolis altitudinalis
Anolis altitudinalis (туркінський зеленоплямистий аноліс) — вид ігуаноподібних ящірок родини анолісових (Dactyloidae). Ендемік Куби.

## Поширення і екологія
Туркінські зеленоплямисті аноліси мешкають в горах Сьєрра-Маестра на південному сході Куби, зокрема на горі Туркіно. Вони живуть у вологих гірських тропічних лісах, соснових лісах і хмарних лісах, на висоті від 1230 до 1720 м над рівнем моря. Відкладають яйця.

## Збереження
МСОП класифікує стан збереження цього виду як близький до загрозливого. Anolis altitudinalis загрожує знищення природного середовища.